# Oscar Wendt
Oscar Joachim Wendt (Göteborg, 24 ottobre 1985) è un ex calciatore svedese, di ruolo difensore.

## Biografia
È figlio di Joakim Wendt, che giocò anch'egli nell'IFK Göteborg all'inizio degli anni '80. Anche lo zio materno di suo padre Joakim, Jan Åberg, fu altresì un giocatore dell'IFK Göteborg nel corso degli anni '60.

## Carriera

### Club
Wendt è cresciuto, anche calcisticamente, nella sua città natale Skövde.
Nel 2003 si è trasferito all'IFK Göteborg, squadra con cui ha debuttato nella massima serie svedese giocando tre partite sia nell'edizione del 2003 che in quella del 2004. Durante l'Allsvenskan 2005 ha conquistato il posto di terzino sinistro titolare, mantenuto fino alla sua cessione.
Il 19 giugno 2006, infatti, è stato annunciato il trasferimento di Wendt al Copenaghen per poco più di 6 milioni di corone danesi, ovvero poco più di 800.000 euro. Il 17 ottobre 2006 ha debuttato nella fase a gironi di Champions League all'Old Trafford contro il Manchester United, tuttavia nel corso dei suoi primi due anni di permanenza ha talvolta ricoperto il ruolo di riserva di André Bergdølmo prima o di Niclas Jensen poi, pur riuscendo a partire comunque titolare in alcune occasioni. A partire dalla stagione 2008-2009 è diventato invece titolare fisso. Nei cinque anni trascorsi nella capitale danese, ha conquistato insieme alla squadra quattro titoli nazionali e una Coppa di Danimarca.
Il 10 giugno 2011 è stato ufficializzato il suo ingaggio a parametro zero da parte dei tedeschi del Borussia Mönchengladbach, con un contratto inizialmente valido fino al 2014. Qui ha iniziato come riserva del capitano Filip Daems, ma poi ha trovato maggiore spazio. Nel febbraio 2014, una lesione al legamento interno del ginocchio sinistro lo ha costretto a rimanere fuori causa per quasi tre mesi. Nella partita vinta in casa contro l'Augusta del 26 gennaio 2019, Wendt ha collezionato la sua presenza in Bundesliga numero 184 e con ciò è diventato il giocatore straniero con più presenze in Bundesliga nella storia del club. In totale, Wendt è rimasto al Borussia per dieci stagioni complessive, disputando la Champions League e/o l'Europa League in sei di queste annate.
A pochi mesi dal termine della sua lunga parentesi tedesca, il 23 marzo 2021, il trentacinquenne Wendt ha annunciato che a partire dal mese di luglio sarebbe tornato ad essere un giocatore dell'IFK Göteborg, a 15 anni di distanza da quando aveva lasciato il club. L'annuncio è arrivato all'indomani di quello di Marcus Berg, suo ex compagno di squadra sia in biancoblù che in nazionale, anch'egli rientrante all'IFK Göteborg dopo tanti anni trascorsi all'estero. In due occasioni ha rinnovato il suo contratto portandolo infine fino al 2024, stagione al termine della quale si è ritirato dal calcio giocato all'età di 39 anni dopo una nuova salvezza ottenuta in extremis dal club.

### Nazionale
Dopo aver fatto parte delle principali nazionali giovanili, il 14 gennaio 2007 ha debuttato con la nazionale maggiore in occasione di un amichevole contro il Venezuela.
Con la selezione maggiore gialloblù ha totalizzato complessivamente 28 presenze, l'ultima delle quali nel novembre 2016 in amichevole contro l'Ungheria. Il 17 marzo 2017 ha annunciato ufficialmente l'addio alla nazionale.

## Statistiche

### Cronologia presenze e reti in nazionale
| Cronologia completa delle presenze e delle reti in nazionale ― Svezia | Cronologia completa delle presenze e delle reti in nazionale ― Svezia | Cronologia completa delle presenze e delle reti in nazionale ― Svezia | Cronologia completa delle presenze e delle reti in nazionale ― Svezia | Cronologia completa delle presenze e delle reti in nazionale ― Svezia | Cronologia completa delle presenze e delle reti in nazionale ― Svezia | Cronologia completa delle presenze e delle reti in nazionale ― Svezia | Cronologia completa delle presenze e delle reti in nazionale ― Svezia |
| Data                                                                  | Città                                                                 | In casa                                                               | Risultato                                                             | Ospiti                                                                | Competizione                                                          | Reti                                                                  | Note                                                                  |
| --------------------------------------------------------------------- | --------------------------------------------------------------------- | --------------------------------------------------------------------- | --------------------------------------------------------------------- | --------------------------------------------------------------------- | --------------------------------------------------------------------- | --------------------------------------------------------------------- | --------------------------------------------------------------------- |
| 14-1-2007                                                             | Maracaibo                                                             | Venezuela                                                             | 2 – 0                                                                 | Svezia                                                                | Amichevole                                                            | -                                                                     |                                                                       |
| 18-1-2007                                                             | Cuenca                                                                | Ecuador                                                               | 2 – 1                                                                 | Svezia                                                                | Amichevole                                                            | -                                                                     | 59’                                                                   |
| 21-1-2007                                                             | Quito                                                                 | Ecuador                                                               | 1 – 1                                                                 | Svezia                                                                | Amichevole                                                            | -                                                                     |                                                                       |
| 20-8-2008                                                             | Göteborg                                                              | Svezia                                                                | 2 – 3                                                                 | Francia                                                               | Amichevole                                                            | -                                                                     | 46’                                                                   |
| 6-9-2008                                                              | Tirana                                                                | Albania                                                               | 0 – 0                                                                 | Svezia                                                                | Qual. Mondiali 2010                                                   | -                                                                     | 77’                                                                   |
| 1-4-2009                                                              | Belgrado                                                              | Serbia                                                                | 2 – 0                                                                 | Svezia                                                                | Amichevole                                                            | -                                                                     | 71’                                                                   |
| 18-11-2009                                                            | Cesena                                                                | Italia                                                                | 1 – 0                                                                 | Svezia                                                                | Amichevole                                                            | -                                                                     | 56’                                                                   |
| 3-3-2010                                                              | Swansea                                                               | Galles                                                                | 0 – 1                                                                 | Svezia                                                                | Amichevole                                                            | -                                                                     | 62’                                                                   |
| 2-6-2010                                                              | Minsk                                                                 | Bielorussia                                                           | 0 – 1                                                                 | Svezia                                                                | Amichevole                                                            | -                                                                     | 48’                                                                   |
| 11-8-2010                                                             | Stoccolma                                                             | Svezia                                                                | 3 – 0                                                                 | Scozia                                                                | Amichevole                                                            | -                                                                     | 73’                                                                   |
| 12-10-2010                                                            | Amsterdam                                                             | Paesi Bassi                                                           | 4 – 1                                                                 | Svezia                                                                | Qual. Euro 2012                                                       | -                                                                     | 46’                                                                   |
| 17-11-2010                                                            | Göteborg                                                              | Svezia                                                                | 0 – 0                                                                 | Germania                                                              | Amichevole                                                            | -                                                                     |                                                                       |
| 9-2-2011                                                              | Nicosia                                                               | Svezia                                                                | 1 – 1                                                                 | Ucraina                                                               | Amichevole                                                            | -                                                                     |                                                                       |
| 29-3-2011                                                             | Solna                                                                 | Svezia                                                                | 2 – 1                                                                 | Moldavia                                                              | Qual. Euro 2012                                                       | -                                                                     |                                                                       |
| 3-6-2011                                                              | Chișinău                                                              | Moldavia                                                              | 1 – 4                                                                 | Svezia                                                                | Qual. Euro 2012                                                       | -                                                                     |                                                                       |
| 7-6-2011                                                              | Stoccolma                                                             | Svezia                                                                | 5 – 0                                                                 | Finlandia                                                             | Qual. Euro 2012                                                       | -                                                                     |                                                                       |
| 10-8-2011                                                             | Kiev                                                                  | Ucraina                                                               | 0 – 1                                                                 | Svezia                                                                | Amichevole                                                            | -                                                                     |                                                                       |
| 2-9-2011                                                              | Budapest                                                              | Ungheria                                                              | 2 – 1                                                                 | Svezia                                                                | Qual. Euro 2012                                                       | -                                                                     |                                                                       |
| 26-3-2013                                                             | Žilina                                                                | Slovacchia                                                            | 0 – 0                                                                 | Svezia                                                                | Amichevole                                                            | -                                                                     |                                                                       |
| 3-6-2013                                                              | Malmo                                                                 | Svezia                                                                | 1 – 0                                                                 | Macedonia                                                             | Amichevole                                                            | -                                                                     |                                                                       |
| 7-6-2013                                                              | Vienna                                                                | Austria                                                               | 2 – 1                                                                 | Svezia                                                                | Qual. Mondiali 2014                                                   | -                                                                     |                                                                       |
| 15-11-2014                                                            | Podgorica                                                             | Montenegro                                                            | 1 – 1                                                                 | Svezia                                                                | Qual. Euro 2016                                                       | -                                                                     | 46’                                                                   |
| 18-11-2014                                                            | Marsiglia                                                             | Francia                                                               | 1 – 0                                                                 | Svezia                                                                | Amichevole                                                            | -                                                                     | 46’ 85’                                                               |
| 8-6-2015                                                              | Oslo                                                                  | Norvegia                                                              | 0 – 0                                                                 | Svezia                                                                | Amichevole                                                            | -                                                                     |                                                                       |
| 14-6-2015                                                             | Solna                                                                 | Svezia                                                                | 3 – 1                                                                 | Montenegro                                                            | Qual. Euro 2016                                                       | -                                                                     |                                                                       |
| 6-9-2016                                                              | Solna                                                                 | Svezia                                                                | 1 – 1                                                                 | Paesi Bassi                                                           | Qual. Mondiali 2018                                                   | -                                                                     |                                                                       |
| 10-10-2016                                                            | Solna                                                                 | Svezia                                                                | 3 – 0                                                                 | Bulgaria                                                              | Qual. Mondiali 2018                                                   | -                                                                     | 74’                                                                   |
| 15-11-2016                                                            | Budapest                                                              | Ungheria                                                              | 0 – 2                                                                 | Svezia                                                                | Amichevole                                                            | -                                                                     |                                                                       |
| Totale                                                                |                                                                       | Presenze                                                              | 28                                                                    |                                                                       | Reti                                                                  | 0                                                                     |                                                                       |

## Palmarès

### Club
- Campionato danese: 4

Copenaghen: 2006-2007, 2008-2009, 2009-2010, 2010-2011
- Coppa di Danimarca: 1

Copenaghen: 2008-2009